# Stanley Hayer
Stanley Hayer (Edmonton, 19 luglio 1973) è un ex sciatore alpino e sciatore freestyle canadese naturalizzato ceco.
Gareggiò a inizio e fine carriera per il Canada e per la Repubblica Ceca tra il 1999 e il 2007.

## Biografia

### Stagioni 1991-2001
Attivo inizialmente nello sci alpino, Hayer esordì in campo internazionale in occasione dei Mondiali juniores di Geilo/Hemsedal 1991; ottenne il primo piazzamento in Coppa del Mondo il 4 dicembre 1994 a Tignes in slalom speciale (24º) ed esordì ai Campionati mondiali a Sierra Nevada 1996, dove si classificò 20º nella medesima specialità.
Sempre in slalom speciale gareggiò anche ai Mondiali di Sestriere 1997 (23º) e di Vail/Beaver Creek 1999 (16º) e conquistò l'ultima vittoria in Nor-Am Cup, l'11 marzo 1999 a Georgian Peaks; due stagioni dopo, ai Mondiali di Sankt Anton am Arlberg 2001, si piazzò 25º nello slalom gigante e 27º nello slalom speciale.

### Stagioni 2002-2004
Nella stagione successiva ottenne il miglior piazzamento in Coppa del Mondo, il 13 gennaio 2002 a Wengen in combinata (6º), ed esordì ai Giochi olimpici invernali: a Salt Lake City 2002 fu 25º nello slalom gigante, 15º nello slalom speciale e 10º nella combinata. Sempre nel 2002 conquistò l'ultimo podio in Nor-Am Cup, l'8 marzo a Osler Bluff in slalom speciale (3º), mentre ai Mondiali di Sankt Moritz 2003, sua ultima presenza iridata nello sci alpino, si classificò 23º nello slalom speciale, 20º nella combinata e non completò lo slalom gigante.
Dalla stagione 2003-2004 si dedicò principalmente al freestyle, specialità ski cross, pur prendendo parte ancora anche a gare di Coppa del Mondo di sci alpino (prese per l'ultima volta il via il 29 febbraio 2004 a Kranjska Gora in slalom speciale, senza completare la prova), e, in seguito, ad altre gare minori nella disciplina. Nella Coppa del Mondo di freestyle esordì il 23 novembre 2003 a Saas-Fee (23º) e ottenne il primo podio il 25 ottobre 2004 nella medesima località (2º).

### Stagioni 2005-2013
Prese parte a tre edizioni dei Campionati mondiali di freestyle: Ruka 2005, dove si classificò all'8º posto, Madonna di Campiglio 2007, dove vinse la medaglia d'argento, e Inawashiro 2009, dove si piazzò 22º. Ottenne l'ultimo podio in Coppa del Mondo il 9 gennaio 2010 a Les Contamines (2º) e ai successivi XXI Giochi olimpici invernali di Vancouver 2010, sua ultima presenza olimpica, si classificò al 10º posto. Il 5 e il 12 marzo 2011 conquistò le sue uniche due vittorie in Nor-Am Cup, nonché primi podi, rispettivamente a Big White e a Red Mountain.
Prese per l'ultima volta il via in Coppa del Mondo il 3 febbraio 2012 a Blue Mountain (43º) e si ritirò al termine della stagione 2012-2013; la sua ultima gara nello sci alpino fu un supergigante FIS disputato il 15 febbraio a Nakiska (19º) e la sua ultima gara in carriera fu la prova valida per la Nor-Am Cup di ski cross disputata il 1º marzo a Canyons, chiusa da Hayer al 3º posto.

## Palmarès

### Sci alpino

#### Coppa del Mondo
- Miglior piazzamento in classifica generale: 77º nel 2002

#### Nor-Am Cup
- Vincitore della classifica di slalom speciale nel 1995[1] e nel 1998
- 23 podi (dati dalla stagione 1994-1995):
  - 11 vittorie
  - 6 secondi posti
  - 6 terzi posti

##### Nor-Am Cup - vittorie
| Data             | Località            | Paese       | Specialità |
| ---------------- | ------------------- | ----------- | ---------- |
| 18 novembre 1994 | Breckenridge        | Stati Uniti | SL         |
| 19 novembre 1994 | Breckenridge        | Stati Uniti | SL         |
| 2 gennaio 1995   | Bromont             | Canada      | SL         |
| 26 febbraio 1995 | Georgian Peaks      | Canada      | SL         |
| 27 febbraio 1995 | Georgian Peaks      | Canada      | SL         |
| 3 marzo 1995     | Vail                | Stati Uniti | SL         |
| 4 marzo 1995     | Vail                | Stati Uniti | SL         |
| 12 marzo 1996    | Mont-Sainte-Marie   | Canada      | SL         |
| 23 febbraio 1997 | Banff/Mount Norquay | Canada      | SL         |
| 6 marzo 1998     | Collingwood         | Canada      | SL         |
| 11 marzo 1999    | Georgian Peaks      | Canada      | SL         |

Legenda:

SL = slalom speciale

#### South American Cup
- 1 podio (dati dalla stagione 1994-1995):
  - 1 vittoria

##### South American Cup - vittorie
| Data           | Località     | Paese | Specialità |
| -------------- | ------------ | ----- | ---------- |
| 30 agosto 1995 | Valle Nevado | Cile  | SL         |

Legenda:

SL = slalom speciale

#### Campionati canadesi
- 7 medaglie (dati parziali fino alla stagione 1994-1995)[2]:
  - 4 ori (slalom speciale, combinata nel 1994; slalom speciale nel 1995; slalom speciale nel 1996)
  - 3 argenti (slalom speciale nel 1997; slalom speciale nel 1998; slalom speciale nel 1999)

#### Campionati cechi
- 7 medaglie:
  - 1 oro (slalom speciale nel 2002)
  - 4 argenti (slalom speciale nel 2000; slalom gigante nel 2002; slalom gigante nel 2003; slalom speciale nel 2004)
  - 2 bronzi (slalom gigante nel 2000; supergigante nel 2002)

### Freestyle

#### Mondiali
- 1 medaglia:
  - 1 argento (ski cross a Madonna di Campiglio 2007)

#### Coppa del Mondo
- Miglior piazzamento in classifica generale: 5º nel 2005
- Miglior piazzamento nella classifica di ski cross: 3º nel 2005 e nel 2008
- 12 podi:
  - 7 secondi posti
  - 5 terzi posti

#### Coppa Europa
- 1 podio:
  - 1 secondo posto

#### Nor-Am Cup
- Miglior piazzamento nella classifica di ski cross: 6º nel 2011
- 3 podi:
  - 2 vittorie
  - 1 terzo posto

##### Nor-Am Cup - vittorie
| Data          | Località     | Paese  | Specialità |
| ------------- | ------------ | ------ | ---------- |
| 5 marzo 2011  | Big White    | Canada | SX         |
| 12 marzo 2011 | Red Mountain | Canada | SX         |

Legenda:

SX = ski cross

#### Campionati cechi
- 1 medaglia:
  - 1 argento (ski cross nel 2007)